# 옥천 양신정
옥천 양신정(沃川 養神亭)은 충청북도 옥천군 동이면 금암리에 있는, 조선 중기 문신인 송정 전팽령(1480∼1560)이 지은 정자이다. 1978년 12월 11일 충청북도의 기념물 제29호로 지정되었다.

## 개요
양신정은 조선 중기 문신인 송정 전팽령(1480∼1560)이 관직을 떠나 있을 때 글도 가르치고 독서도 하기 위해 지은 정자로, ‘전송정(全松亭)’이라고도 부른다. 조선 인종 1년(1545)에 세워진 건물이며, 소세양의 「양신정기(養神亭記)」에 그 당시의 기록이 남아 전해 오고 있다. 선조 30년(1597) 정유재란 때 불타 없어진 것을 광해군 12년(1620)에 다시 지었으나, 영조 9년(1733)에 무너져 없어졌다. 지금의 정자는 순조 28년(1828)에 다시 지은 것이다.
이 건물은 목담호숫가에 서 있는 목조기와집으로 앞면 3칸·옆면 2칸의 규모이다. 지붕은 옆면에서 볼 때 여덟 팔(八)자 모양인 팔작지붕이다. 서쪽 한칸은 온돌로 되어 있고, 주위에는 나지막한 흙돌담이 둘러져 있으며, 소나무숲이 이곳을 둘러싸고 있다.

## 참고 문헌
- 옥천 양신정 - 국가유산청 국가유산포털